# Hexaprotodon
Hexaprotodon — вимерлий рід гіпопотамів, відомий з Азії та, можливо, Африки та Європи. Назва Hexaprotodon означає «шість передніх зубів», оскільки деякі викопні форми мають три пари різців.

## Таксономія
Назва Hexaprotodon часто застосовувалася до карликового бегемота до його рекласифікації в рід Choeropsis. Рід історично застосовувався до численних викопних видів бегемотів в Азії, Африці та Європі. Вважається, що рід sensu lato є парафілетичним по відношенню до обох видів живих бегемотів. Несуперечливі основні азійські представники роду, найбільш тісно пов’язані з типовим видом H. sivalensis, уперше з’явилися близько 6 мільйонів років тому, під час останнього міоцену, і були широко поширені в Південній та Південно-Східній Азії, причому найдавніші записи походять із пагорбів Сівалік. Африканський вид Hexaprotodon bruneti з раннього плейстоцену Ефіопії може бути тісно пов’язаний з азійським видом Hexaprotodon і, таким чином, належить до роду у більш вузькому сенсі. Якщо так, то, ймовірно, він походить від міграції з Азії.

## Опис
Вважається, що азійські види Hexaprotodon, як і живі бегемоти (Hippopotamus amphibius), але на відміну від карликових бегемотів, мали напівводну екологію, їхня форма черепа дуже нагадувала форму черепа H. amphibius, з піднятими орбітами, які дозволяли їм бачити вище води під час занурення. Цей спосіб життя, ймовірно, розвинувся незалежно як у Hexaprotodon, так і в роду Hippopotamus. У порівнянні з Hippopotamus симфіз нижньої щелепи набагато міцніший, відростки ікла не виходять назовні збоку, а корінні зуби мають нижчу коронку. Більш тонкий і менш масивний посткраніальний скелет порівняно з H. amphibius також свідчить про те, що Hexaprotodon був менш пристосований до ходьби в багнюці. Стоматологічний мікронос передбачає пасовищну дієту для азійських видів Hexaprotodon, подібних до H. amphibius.

## Вимирання
Hexaprotodon був значною мірою вимерлий у пізньому середньому плейстоцені в Південно-Східній Азії, але вижив на Суматрі до раннього пізнього плейстоцену, з одним зубом, датованим приблизно 70 000 років тому. Останні відомі популяції вижили на Індійському субконтиненті до самого кінця плейстоцену.

## Види
sensu stricto:
- Hexaprotodon bruneti (Boisserie and White, 2004)
- Hexaprotodon coryndoni
- Hexaprotodon dhokwazirensis (Akhtar and Bakr, 1995)
- Hexaprotodon iravaticus (Falconer and Cautley, 1847)
- Hexaprotodon namadicus (Falconer and Cautley, 1847 - ймовірно ≈ H. palaeindicus)
- Hexaprotodon palaeindicus (Falconer and Cautley, 1847)
- Hexaprotodon sinhaleyus (Deraniyagala)
- Hexaprotodon sivajavanicus (Hooijer, 1950)
- Hexaprotodon sivalensis (Falconer and Cautley, 1836)